# Phys.org
Phys.org是一個線上科學、研究和技術新聞聚合網站，提供新聞機構的新聞稿和報告摘要。Phys.org是更新最多的科學網站之一，平均每天發布98篇文章。它是科學X網站網路的一部分，總部設在英國曼島。

## 外部連結
- 官方网站